# لیلیان والمار

سلیا ماریا دامستوی (به انگلیسی: Celia María Damestoi) (زاده ۲۷ سپتامبر ۱۹۲۸ – درگذشته ۴ اوت ۲۰۱۳)، که بیشتر با نام لیلیان والمار شناخته می‌شود، یک هنرپیشه آرژانتینی بود.
لیلیان والمار در آرژانتین به دنیا آمد، او کار خود را در سال ۱۹۴۷ در فیلم آلبنیس ساخته لوئیس سزار آمادوری آغاز کرد.

## فیلم‌های

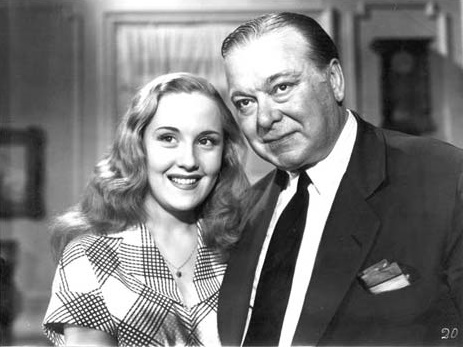
با آلبرتو ترونز در فیلم آویواتو

- آلبنیز (۱۹۴۷)
- آهنگ دولورس (۱۹۴۷)
- تعطیلات (۱۹۴۷)
- تانگو به پاریس بازمی‌گردد (۱۹۴۸)
- ال کانتور دل پوئبلو (۱۹۴۸)
- روح بوهمی (۱۹۴۹)
- آویواتو (۱۹۴۹)
- ریتم، عشق و شیطنت (۱۹۵۵)
- کاتیتا یک خانم است (۱۹۵۶)
- سفری به فراتر (۱۹۶۴)
- بازو در دست پایین خیابان (۱۹۶۶)

## سریال تلویزیونی
- من لامان گوریون، کانال ۹ (۱۹۷۲)
- بین عشق و قدرت، کانال 9 (1984)